# Campeonato Europeo de Curling Femenino de 2018
El XLIV Campeonato Europeo de Curling Femenino se celebró en Tallin (Estonia) entre el 16 y el 24 de noviembre de 2018 bajo la organización de la Federación Mundial de Curling (WCF) y la Federación  Estoniade Curling.
Las competiciones se realizaron en el Estadio de Hielo Tondiraba de la ciudad estonia.

## Tabla de posiciones
| Pos | Equipo          | G | P | G–P |
| --- | --------------- | - | - | --- |
| 1   | Suiza           | 9 | 0 | –   |
| 2   | Suecia          | 7 | 2 | –   |
| 3   | Rusia           | 6 | 3 | –   |
| 4   | Alemania        | 5 | 4 | –   |
| 5   | Letonia         | 4 | 5 | 1–0 |
| 6   | Escocia         | 4 | 5 | 0–1 |
| 7   | Dinamarca       | 3 | 6 | 1–0 |
| 8   | República Checa | 3 | 6 | 0–1 |
| 9   | Finlandia       | 2 | 7 | 1–0 |
| 10  | Italia          | 2 | 7 | 0–1 |

## Cuadro final
|  | Semifinales | Semifinales |   |          | Final        | Final |  |
|  |             |             |   |          |              |       |  |
|  |             |             |   |          |              |       |  |
|  | Suiza       | 6           |   |          |              |       |  |
|  | Alemania    | 4           |   |          |              |       |  |
|  |             |             |   |          |              |       |  |
|  |             |             |   |          |              |       |  |
|  |             |             |   |          | Suiza        | 4     |  |
|  |             | Suecia      | 5 |          |              |       |  |
|  |             |             |   |          |              |       |  |
|  |             |             |   |          |              |       |  |
|  |             |             |   |          | Tercer lugar |       |  |
|  |             |             |   |          |              |       |  |
|  | Suecia      | 7           |   | Alemania | 7            |       |  |
|  | Rusia       | 4           |   |          | Rusia        | 4     |  |

## Medallistas
| Evento | Oro                                                                                           | Plata                                                                                                   | Bronce                                                                                      |
| ------ | --------------------------------------------------------------------------------------------- | --- | ------------------------------------------------------------------------------------------- |
| Equipo | Suecia · Anna Hasselborg · Sara McManus · Agnes Knochenhauer · Sofia Mabergs · Johanna Heldin | Suiza · Alina Pätz · Silvana Tirinzoni · Esther Neuenschwander · Melanie Barbezat · Marisa Winkelhausen | Alemania · Daniela Jentsch · Emira Abbes · Analena Jentsch · Klara-Hermine Fomm · Lena Kapp |